# 群青の夜の羽毛布
『群青の夜の羽毛布』は、山本文緒の小説、及び同作を原作とした2002年公開の日本映画。

## 小説
1995年11月に幻冬舎から出版。家族（主に母娘）の確執を題材としており、後に社会問題となる「毒親もの（毒母もの）」の先駆けといえる内容。その後1999年4月に幻冬舎文庫、2006年5月に文春文庫、2014年1月に角川文庫と、文庫の版元を渡り歩いている。

## 映画
2002年10月5日公開。磯村一路監督、本上まなみ主演。

### 出演
- さとる：本上まなみ
- 鉄男：玉木宏
- さとるの妹：野波麻帆
- さとるの母：藤真利子
- さとるの父：小日向文世
- 鉄男の母：角替和枝
- 斎藤歩
- 伊達建士
- 渡辺寛二
- 横堀悦夫
- 井川哲也
- 福山秀子
- 眞島秀和
- 石井洋輔
- 佐々木哲平
- 有山尚宏
- 林真理亜
- 日向なおこ
- 図書館員：山本文緒

### スタッフ
- 監督：磯村一路
- 原作：山本文緒
- 脚本：相良敦子
- 撮影：長田勇市
- 音楽：羽毛田丈史
- 主題歌：鬼束ちひろ「茨の海」[注 1]（東芝EMI・Virgin TOKYO）
- 製作：近代映画協会、ギャガ、日活、衛星劇場、広美

### DVD
- 群青の夜の羽毛布
- 群青色の日々 本上まなみ in 「群青の夜の羽毛布」